# Cintamani

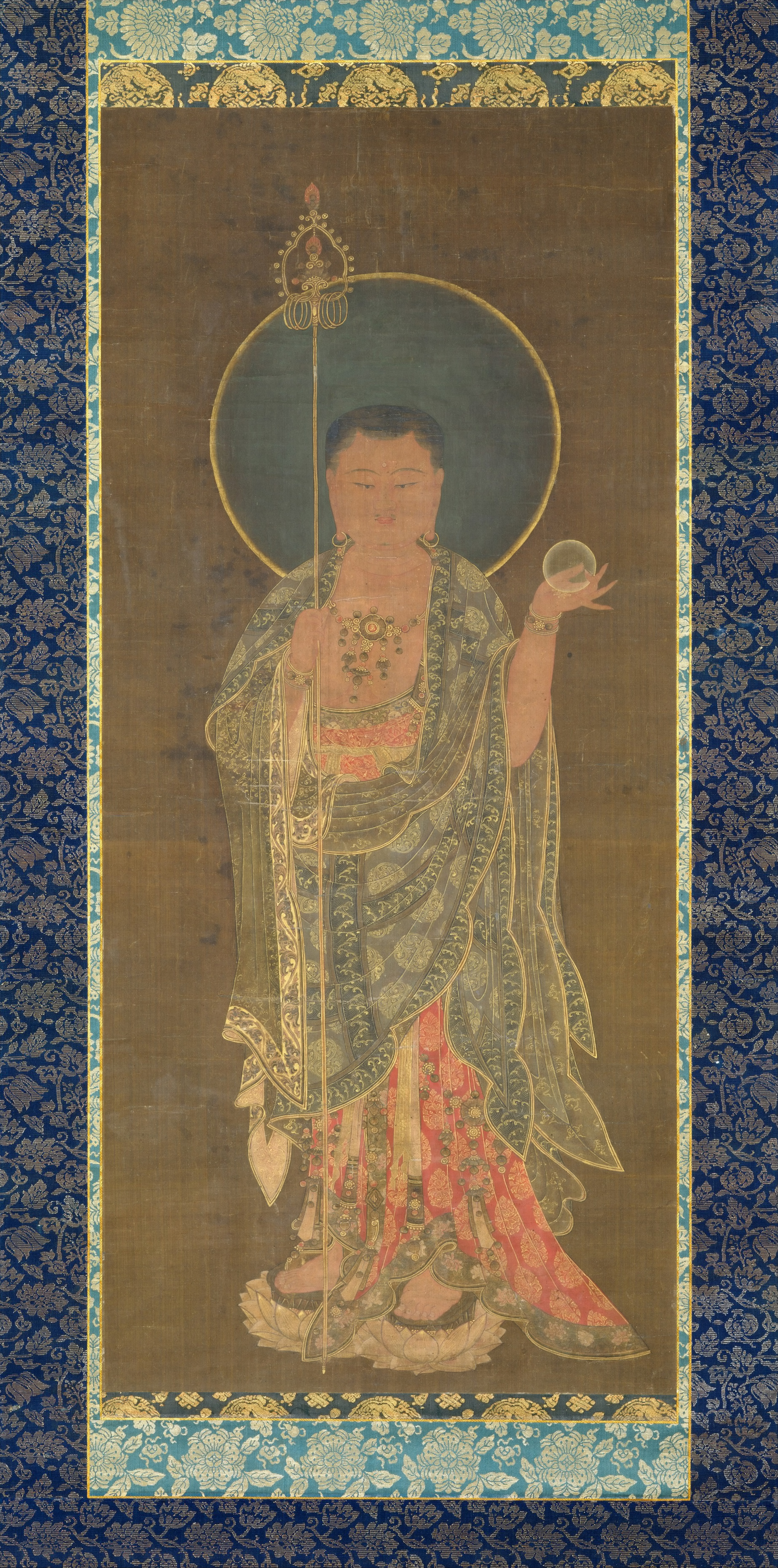
Dipinto della divinità Kṣitigarbha dei Goryeo del XIV secolo con un cintamani

Cintāmaṇi (Sanscrito; Devanagari: चिन्तामणि) anche Chintamani (o pietra Chintamani) è il gioiello che realizza qualsiasi desiderio sia nella tradizione indù che in quella buddista e si dice sia l'equivalente della pietra filosofale dell'alchimia occidentale. Si tratta di uno dei diversi gioielli mani presenti nelle scritture buddiste.
Nel Buddismo è in bodhisattva, Avalokiteshvara e Kṣitigarbha. Si vede anche sul dorso del Lung ta (cavallo del vento), che è raffigurato sulle bandiere di preghiera tibetane. Recitando il Dhāraṇī di Cintamani, la tradizione buddista sostiene che si raggiunge la saggezza del Buddha, in grado di comprendere la verità e trasformare le afflizioni in Bodhi. Si dice che consenta di vedere il santo seguito di Amitabha Buddha e l'adunata sul letto di morte. Nella tradizione buddista tibetana il Chintamani è a volte raffigurato come una perla luminosa ed è in possesso di alcune delle diverse forme di Buddha.
Nell'induismo è connessa agli dei Visnù e Ganesha ed è spesso dipinta come un favoloso gioiello in possesso del re Naga o sulla fronte di Makara. Lo Yoga Vasistha, del X secolo, contiene una storia sui cintamani.
L'indù Vishnu Purana parla del "gioiello Syamantaka, che conferisce la prosperità al suo proprietario, scavalcando il sistema dei clan Yadu". Il Vishnu Purana è attribuito alla metà del primo millennio e si basa sulla religione antica o sul folklore.

## Storia

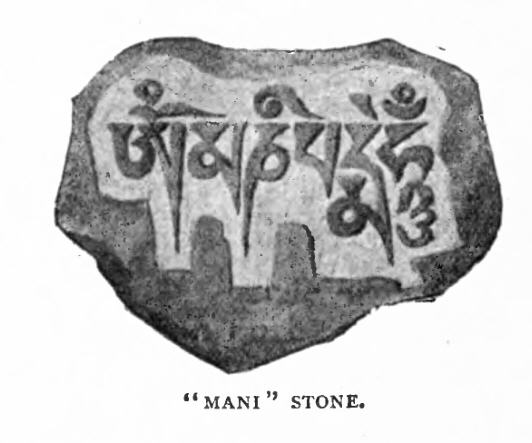
Pietra Mani

Nel Buddismo il Chintamani è detto essere una delle quattro reliquie cadute dal cielo in una cassa (molti Terma sono caduti dal cielo in cofanetti) durante il regno di re Lha Thothori Nyantsen del Tibet. Anche se il re non comprese lo scopo degli oggetti, li tenne con grande riverenza. Diversi anni dopo, due stranieri misteriosi giunti alla corte del re, spiegarono che le quattro reliquie comprendevano la ciotola del Buddha (forse una Campana tibetana) e una pietra Mani con il mantra Oṃ Maṇi Padme Hūṃ inciso su di essa. Questi pochi oggetti furono i portatori del Dharma in Tibet.